# 関東地方のダム一覧
関東地方のダム一覧（かんとうちほうのダムいちらん）は、 関東地方（群馬県、栃木県、茨城県、千葉県、埼玉県、東京都、神奈川県）にあるダムを都道府県別にまとめたものである。

## 関東地方のダム一覧

### 群馬県
- 相俣ダム
- 上野ダム
- 鹿沢ダム
- 桐生川ダム
- 草木ダム
- 坂本ダム
- 品木ダム
- 四万川ダム
- 下久保ダム
- 須田貝ダム
- 薗原ダム
- 玉原ダム
- 中木ダム
- 奈良俣ダム
- 野反ダム
- 藤原ダム
- 丸沼ダム
- 矢木沢ダム
- 八ッ場ダム

### 栃木県
- 五十里ダム
- 今市ダム
- 川治ダム
- 川俣ダム
- 栗山ダム
- 黒部ダム
- 逆川ダム
- 蛇尾川ダム
- 塩田ダム
- 塩原ダム
- 千振ダム
- 寺山ダム
- 南摩ダム（事業中）
- 西古屋ダム
- 東荒川ダム
- 深山ダム
- 八汐ダム
- 矢の目ダム
- 湯西川ダム

### 茨城県
- 水沼ダム
- 小山ダム
- 花貫ダム
- 十王ダム
- 飯田ダム
- 楮川ダム
- 御前山ダム
- 藤井川ダム

### 千葉県
- 安房中央ダム
- 大多喜ダム
- 郡ダム
- 東金ダム
- 長柄ダム

### 埼玉県
- 浦山ダム
- 合角ダム
- 下久保ダム
- 滝沢ダム
- 玉淀ダム
- 二瀬ダム
- 有間ダム

### 東京都
- 小河内ダム
- 白丸ダム

### 神奈川県
- 相模ダム
- 城山ダム
- 道志ダム
- 本沢ダム
- 三保ダム
- 宮ヶ瀬ダム
- 宮ヶ瀬副ダム